# ليندا صرصور
ليندا صرصور (مواليد 1980) ناشطة سياسية أمريكية. كانت رئيسة مشاركة لمسيرة 2017 للنساء، ويوم بدون امرأة عام 2017، ومسيرة 2019 للسيدات، ومديرة تنفيذية سابقة للجمعية العربية الأمريكية في نيويورك. تم تضمينها مع الرؤساء مسيرة النساء ضمن قائمة مجلة التايم «100 شخص الأكثر نفوذاً» في عام 2017. صرصور مسلمة من أصل فلسطيني. اكتسبت سرسور اهتمام المتابعين لاحتجاجها على مراقبة الشرطة للمسلمين الأمريكيين، وبعد ذلك عملت على قضايا أخرى تتعلق بالحقوق المدنية مثل وحشية الشرطة، والحركة النسائية، وسياسة الهجرة، والسجن الجماعي ‏. شاركت أيضًا في مظاهرات حياة السود مهمة وكانت المدعي الرئيسي في دعوى تتحدى شرعية حظر إدارة ترامب للسفر. تم الإشادة بنشاطها السياسي من قبل بعض الليبراليين والتقدميين، في حين تم انتقادها من قبل المحافظين والزعماء والمنظمات اليهودية بسبب موقفها وتصريحاتها بشأن الصراع الإسرائيلي الفلسطيني. دافعت صرصور عن الفلسطينيين في المناطق التي تحتلها إسرائيل، وأعربت عن انتقادها للصهيونية ودعمها لحملة المقاطعة وسحب الاستثمارات والعقوبات ضد إسرائيل.

## نشأتها
وُلدت ليندا في بروكلين، نيويورك، وهي الأكبر من بين سبعة أطفال فلسطينيين مهاجرين. كان والدها يمتلك سوقًا صغيرًا في كراون هايتس، بروكلين ‏، يطلق عليه ليندا. نشأت في صنسيت بارك، بروكلين ‏، وذهبت إلى مدرسة جون جاي الثانوية ‏ في بارك سلوب ‏.    بعد المدرسة الثانوية، درست في كلية كينجزبورو المجتمعية وكلية ‏ بروكلين بهدف أن تصبح معلمة للغة الإنجليزية.

## نشاطها السياسي
بدأت صرصور في الدفاع عن الحقوق المدنية للمسلمين الأمريكيين بعد أحداث 11 سبتمبر 2001، حيث دعيت من قبل بسمة عطوة للانضمام إلى رابطة العرب الأميركيين في نيويورك، وهي مؤسسة غير ربحية، إِنْتَسَبَت ليندا صرصور إلى العمل التطوعي في الرابطة وأصبحت بسمة معلمتها.
تنشط صرصور بالعمل على قضايا تخص سياسة الهجرة وتسجيل الناخبين والاعتقال الجماعي والإسلاموفوبيا وسياسة الشرطة في التفتيش العشوائي للأفراد.

### حقوق المسلمين في أمريكا
ساهمت في إبراز حقوق المسلمين في أمريكيا ونيويورك على الساحة بشكل كبير، وكان أحد أهم الانجازات التي ساهمت بها هو عملها عن كثب مع مجلس المدينة لاعتماد عيدي الأضحى والفطر عطلتين رسميتين بالمدارس العامة في نيويورك. وتم ذلك بعد جهد كبير نحو 10 سنوات حتى تم الاعتماد في آذار 2015.
نشرت صحيفة نيويورك تايمز تقريرا تعريفيا بالأميركية المسلمة ليندا صرصور ووصفتها بأنها وراء مجموعة من أهم الإنجازات لصالح مسلمي نيويورك.

### الجمعية العربية الأمريكية في نيويورك
شمل نشاط صرصور المبكر الدعوة إلى الحقوق المدنية للمسلمين الأميركيين في أعقاب هجمات 11 سبتمبر 2001.   قبل فترة وجيزة من 11 سبتمبر، طلبت منها بسمة عطوة، قريبة ومؤسس للجمعية العربية الأمريكية في نيويورك، أن تتطوع في المنظمة.  عطوة، التي كان لها دور سياسي بارز غير مألوف بالنسبة للمرأة المسلمة، أصبحت مرشدة لصرصور.  عندما كانت صرصور وعطوة عائدتان من حفل افتتاح المتحف الوطني العربي الأمريكي في ديربورن، ميشيغان في عام 2005، صدمتهما عربة مقطورة. توفيت عطوة متأثرة بجراحها، وعانت اثنتان آخريتان من كسور في العظام. ولم تصب صرصور التي كانت تقود السيارة بجروح خطيرة.   عادت للعمل فورًا، قائلة عن عطوة، «هذا هو المكان الذي أرادت أن أكون فيه».  تم تعيينها لتخلف عطوة كمديرة تنفيذية للجمعية في سن 25 عامًا. وعلى مدى السنوات القليلة التالية، وسعت نطاق المنظمة، فانتقلت ميزانيتها من 50,000 دولار إلى 700000 دولار سنويًا.  

### ضد التجسس على المسلمين
كان لها دور مهم في تفكيك جزء كبير من برنامج شرطة مدينة نيويورك للتجسس على اتصالات مسلمي المدينة.اكتسب صرصور الاهتمام الإعلامي في البداية باحتجاجها على مراقبة الشرطة للمسلمين الأمريكيين.    كمديرة للجمعية الأمريكية العربية في نيويورك، دعت إلى إقرار قانون السلامة المجتمعية في نيويورك، والذي أنشأ مكتبًا مستقلًا لمراجعة سياسة الشرطة وتوسيع تعريف التحيز القائم في الولاية. ضغطت هي والمنظمة من أجل القانون بسبب ما ما يرونه انحياز من الشرطة في الأحياء المحلية، وتجاوزت اعتراضات رئيس البلدية آنذاك مايكل بلومبرج ورئيس الشرطة آنذاك ريموند دبليو كيلي.  لعبت صرصور أيضًا دورًا في الحملة الناجحة للاعتراف بالأعياد الإسلامية في المدارس العامة في مدينة نيويورك، والتي بدأت في مراقبة عيد الأضحى وعيد الفطر في عام 2015.   وفقا لمقالة عام 2017 في صحيفة نيويورك تاميز «تعاملت صرصور مع قضايا الهجرة، والسجن الجماعي ‏، والتوقف عن التدخين ‏، وعمليات التجسس التي تقوم بها إدارة شرطة مدينة نيويورك ضد المسلمين - وكل ذلك جعلها عرضة لحملات النقد المبني على الكراهية».

### الدفاع عن الأميركيين السود
بعد إطلاق النار على مايكل براون، ساعدت صرصور في تنظيم احتجاجات " قضية حياة السود". ساعدت صرصور في تشكيل "مسلمين لفيرجسون"، وسافرت إلى فيرجسون مع نشطاء آخرين في عام 2014.   ونظمت في أبريل/نيسان 2014 مسيرة خرجت من نيويورك إلى واشنطن لتخليد أولئك السود الذين قتلوا على يد الشرطة الأميركية. استمرت في العمل على نطاق واسع مع بلاك لايف مانر منذ ذلك الحين.   أصبح حضور صرصور منتظما في مظاهرات "قضية حياة السود" وكذلك أصبحت تعليقاتها التلفزيونية متتابعة عن الحركة النسائية. كما نظمت حملة لجمع التبرعات نجحت خلالها في جمع مئة مليون دولار لإعادة بناء كنائس الأميركيين السود التي أحرقت أو دمرت بعد حادث إطلاق أميركي أبيض النار على مصلين سود في كنيسة بمدينة تشارلستون بولاية كارولاينا الجنوبية الأميركية.

### نشاطها ضمن الأحزاب السياسية
صرصور عضو في الحزب الاشتراكي الديمقراطي الأمريكي. في عام 2016، شغلت منصبًا كعضو في لجنة المقاطعة مع الحزب الديمقراطي ضمن مقاطعة كينغز، نيويورك. احتلت المركز الثالث. تحدثت عن نشاطها في سياق بناء حركة تقدمية في الولايات المتحدة،  وأشاد بها السياسيون والناشطون الليبراليون.  في عام 2012، خلال رئاسة باراك أوباما، اعترف البيت الأبيض بأن صرصور هي بطلة التغيير ‏.   كان صرصور بديلاً للسيناتور الأمريكي بيرني ساندرز خلال حملته الانتخابية الرئاسية لعام 2016.  

### قيادة مسيرة النساء

#### مسيرة النساء 2017

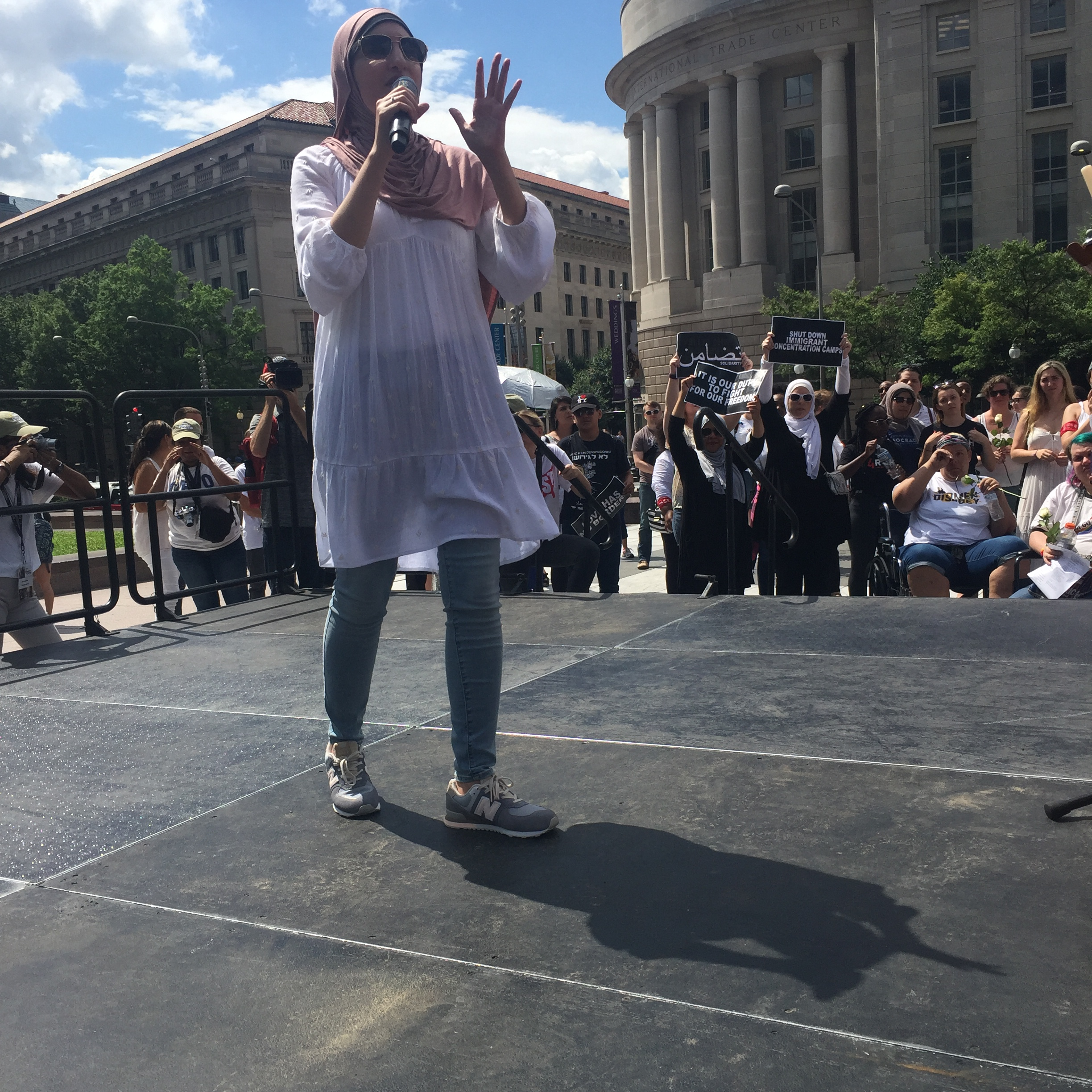
صرصور تتحدث في احتجاج ضد الرئيس دونالد ترامب.

عين كل من تيريزا شوك وبوب بلاند، منظمي مسيرة المرأة لعام 2017، صرصور كرئيس مشارك للحدث الذي سيعقد بعد يوم واحد من تنصيب دونالد ترامب. وفقًا لتايلور جي من بوليتيكو، أصبح صرصور في ذلك الوقت «وجه المقاومة» المثير للجدل لترامب، مضيفًا "بالنسبة لصرصور، جاءت انتخابات ترامب بعد سنوات من الدفاع عن الناس الذين أساء إليهم - ليس فقط النساء، ولكن المسلمين، المهاجرين والأميركيين السود أيضا. ساعدت علاقاتها مع الناشطين من جميع أنحاء البلاد في تحفيز مجموعات مختلفة خلال فترة الفوضى التي أعقبت الانتخابات ". اعترضت صرصور بنشاط على حظر إدارة ترامب للمسافرين من العديد من الدول ذات الغالبية المسلمة، وتم تعيينها المدعي الرئيسي ‏ في تحد قانوني قدمه مجلس العلاقات الأمريكية الإسلامية.  في" صرصور ضد. ترامب"، جادل المدعون أنه يجب تعليق حظر السفر لأنه كان موجودًا فقط لإبعاد المسلمين عن الولايات المتحدة.
كتبت ميليسا هاريس بيري ‏ أن صرصور كانت «الهدف الأكثر موثوقية للفيتريول العام» لقادة مارس 2017 للسيدات خلال العام التالي. بعد دورها القيادي في مسيرة المرأة، استُهدفت صرصور من خلال تهديدات عنيفة على وسائل التواصل الاجتماعي    وهجمات شخصية من قبل وسائل الإعلام المحافظة، بما في ذلك تقارير كاذبة بأنها دعمت دولة العراق الإسلامية المتشددة والشام ودعت إلى فرض الشريعة الإسلامية في الولايات المتحدة.    قالت صرصور أنه على الرغم من أن مسيرة النساء كانت قمة عملها المهني، إلا أن الهجمات الإعلامية التي تلت ذلك تسببت لها في خوف حقيقي على سلامتها.  استخدم المؤيدون هاشتاج تويتر #IMarchWithLinda،  بما في ذلك شارون بروس ‏ من المجلس القومي للمرأة اليهودية ‏، الذي عمل مع صرصور في تنظيم مسيرة المرأة لعام 2017، والسناتور الأمريكي بيرني ساندرز.   اختيرت صرصور، مع ثلاثة من رفاقها المشاركين، كواحدة من «أكثر 100 شخصًا تأثيراً» في مجلة تايم بعد مسيرة يناير.
كانت صرصور رئيسة مشاركة في إضراب واحتجاج يوم بدون المرأة علم 2017، والذي نظم للاحتفال باليوم العالمي للمرأة. أثناء مظاهرة خارج فندق وبرج ترامب الدولي ‏ في مانهاتن، تم اعتقالها مع قادة آخرين في مسيرة النساء في شهر يناير، بما في ذلك بلاند وتاميكا مالوري وكارمن بيريز. نظمت وشاركت في أعمال أخرى من العصيان المدني احتجاجًا على تصرفات إدارة ترامب، مثل إنهاء برنامج القرار المؤجل للواصلين أطفالا DACA والذي يحمي المهاجرين الشباب من الترحيل،  سياسة الانفصال العائلي لإدارة ترامب للمهاجرين،  وترشيح بريت كافانو إلى المحكمة العليا ‏.
في خطاب ألقته أمام الجمعية الإسلامية لأمريكا الشمالية عام 2017، قالت صرصور إنه يجب على الناس «الوقوف بوجه» ترامب، لأنها تعتبر إدارته قمعية، وأن مثل هذه الأعمال ستشكل جهادًا. سردت قصة من كتاب إسلامي يقول فيها محمد: «كلمة الحقيقة أمام حاكم أو زعيم طاغية، وهذا هو أفضل شكل من أشكال الجهاد» (أعظم الجهاد كلمة حق عند سلطان جائر). اتهمتها العديد من وسائل الإعلام والشخصيات المحافظة بالمطالبة بالعنف ضد الرئيس باستخدام كلمة الجهاد. رفضت صرصور ومعلقون آخرون هذا التفسير الخاطئ، مشيرين إلى التزامها بالنشاط اللاعنفي وحقيقة أن «الجهاد» لا يشير بطبيعته إلى أعمال عنف. وقالت صرصور إنها ليست من النوع الذي يدعو إلى العنف ضد الرئيس.   في مقال في الواشنطن بوست كتبت أن مصطلح الجهاد قد أسيء استخدامه من قبل كل من اليمين والمتطرفين المسلمين ووصفت استخدامها لمصطلح «مشروع ولكن يساء فهمه على نطاق واسع». وانتقد البعض على وسائل التواصل الاجتماعي صرصور لاستخدامها مصطلح الجهاد لأن الجمهور العام يربطه بالعنف، في حين دافع آخرون عن اختيارها للكلمات. 

#### مسيرة النساء 2019
في سبتمبر 2018، أعلنت صرصور أنها ستقود مسيرة 2019 للسيدات في واشنطن إلى جانب تاميكا مالوري وبوب بلاند وكارمن بيريز ‏. في عام 2018، كانت كل من صرصور ومالي محور خلاف حول رفضهما لإدانة زعيم أمة الإسلام لويس فاراخان بشكل واضح، والذي تم اعتبار خطابه معاداة للسامية ومعادا للمثلية الجنسية من قبل مركز مكافحة الفقر الجنوبي وجمعية مكافحة التشهير. كما كانت هناك اتهامات بأن قيادة المنظمة استبعدت النساء اليهوديات. في نوفمبر 2018، دعت تيريزا شوك، مؤسسة المسيرة، قيادة المسيرة النسائية إلى التنحي، متهمة إياها بأنها «سمحت بمشاعر معاداة السامية ومعاداة LBGTQIA ووالخطابة البغيضة العنصرية لتصبح جزءًا من المنصة برفضها لفصل أنفسهم عن الجماعات التي تتبنى هذه المعتقدات العنصرية البغيضة».
في البداية انتقدت صرصور شوك، قائلة إنها كانت مستهدفة لدعمها لحركة المقاطعة وسحب الاستثمارات وفرض العقوبات وأن مالوري تعرضت للهجوم لأنها امرأة سوداء. اعتذرت صرصور لاحقًا لأنصار المسيرة، قائلة إنها وزملاءها يأسفون لأنهم لم يوضحوا بسرعة التزامهم بمكافحة معاداة السامية. واعتذرت أيضًا للمثليين في آذار / مارس والأعضاء اليهود، وقالت إنها تقدرهم وسوف «تقاتل» من أجلهم. اعتُبر أن الجدل والادعاءات بمعاداة السامية ضد قيادة المرأة في آذار (مارس) قد ساهمت في انخفاض نسبة المشاركة بشكل كبير مقارنة بالسنوات السابقة.

### الموقف من الصراع الإسرائيلي الفلسطيني
وصفت هآرتس صرصور بأنها واحدة من أكثر النساء الفلسطينيات الأميركيات شهرة على نطاق واسع لمناصرتها الفلسطينيين في الأراضي التي تحتلها إسرائيل  ولانتقادها للحكومة الإسرائيلية والصهيونية. لقد قالت إنها تؤيد حل الدولة الواحدة للنزاع الإسرائيلي الفلسطيني لكنها تؤمن بحق إسرائيل في الوجود ولا تدعم حماس أو السلطة الفلسطينية.   رفضت المزاعم التي تم نشرها على وسائل التواصل الاجتماعي والمواقع المحافظة بأن لديها صلات بحركة حماس،   ووصفتها بأنها «أخبار مزيفة».  قالت صرصور إن أفراد أسرتها الممتدة في المناطق التي تحتلها إسرائيل قد تم اعتقالهم وسجنهم بتهمة دعم حماس،   لكنهم نفوا أي اتصال مع أي جماعات إسلامية متطرفة. لقد قالت إنها تود أن يتعايش الإسرائيليون والفلسطينيون بسلام وعدالة.  وفقًا لصحيفة بروكلين إيجل، فإن كل من دعم صرصور للحملة الرئاسية لبرني ساندرز، وهو يهودي، ونظرتها إلى أن إسرائيل لها الحق في الوجود، وعلاقتها مع بيل دي بلاسيو، كل ذلك قد أثار انتقادات لها من بعض الإسلاميين.
أخبرت سرسور صحيفة هاآرتس أنها وستظل دائماً منتقدة لإسرائيل وتدعم حركة المقاطعة وسحب الاستثمارات وفرض العقوبات بشكل كامل. وصفت سونينا ميرا دعوة صرصور للحركة المقاطعة وسحب الاستثمارات وفرض العقوبات كعنصر من عناصر سياساتها النسوية. في مقابلة مع ذا نيشين في مارس 2017، رأت صرصور أن أولئك الذين يدعمون ولا ينتقدون دولة إسرائيل لا يمكن أن يكونوا جزءًا من الحركة النسائية؛ إنها تعتقد أن هؤلاء الناس يتجاهلون حقوق المرأة الفلسطينية.
أصبحت صرصور هدفا للنقد من قبل المحافظين الأمريكيين   والديمقراطيين المؤيدين لإسرائيل،  إلى جانب بعض الناشطين الصهاينة   بسبب موقفها من سياسة الشرق الأوسط، بما في ذلك دعمها لحركة المقاطعة وسحب الاستثمارات وفرض العقوبات ضد إسرائيل.  كتبت صحيفة الجارديان أن صرصور «كان هدفًا متكررًا لمنظمات الضغط المؤيدة لإسرائيل». وفقًا لتحقيق أجرته صحيفة «هآرتس»، تجسست شركة مخابرات إسرائيلية خاصة على صرصور وعائلتها في محاولة لجمع معلومات ضارة. تمت مشاركة الملف مع مجموعة act.il. والتي استخدمت تلك المعلومات لإثناء الجامعات الأمريكية عن السماح لصرصور بالتحدث في الحرم الجامعي.
عملت صرصور مع جماعات يهودية يسارية بما في ذلك صوت اليهود من أجل السلام واليهود من أجل العدالة العرقية والاقتصادية. وفقًا لصحيفة هاآرتس، فإن المنظمات اليهودية السائدة «تمسكها بذراعها منذ زمن بعيد» بسبب انتقاداتها لإسرائيل ودعمها لحركة المقاطعة.  وفقًا لوكالة التيليجراف اليهودية، فإن اليهود التقدميين على استعداد لتجاهل معادتها للصهيونية في حين أن اليهود اليمينيين وبعض اليهود الوسطيين ليسوا كذلك.  انتقد اثنان من مديري المنظمة غير الحكومية اليهودية ومقرها الولايات المتحدة، وهي رابطة مكافحة التشهير، إلى جانب رئيس المنظمة الصهيونية الأمريكية، موقفها من إسرائيل؛ قال مدير رابطة مكافحة التشهير، جوناثان غرينبلات ‏، إن دعم صرصور للحركة المقاطعة وسحب الاستثمارات وفرض العقوبات يلهم ويزيد من معاداة السامية.  نشرها على موقع Facebook منشورا، دافعت فيه عن النائب المنتخب إلهان عمر من خلال توجيه الانتقادات إلى «الناس الذين يتنكرون على أنهم تقدميين لكنهم يختارون دائمًا ولائهم لإسرائيل قبل التزامهم بالديمقراطية وحرية التعبير» أدى إلى قيام اللجنة اليهودية الأمريكية إلى اتهام صرصور بمعادة للسامية. وقد اعترضت صرصور على اتهامات معاداة السامية قائلة إن انتقاداتها لدولة إسرائيل تخلط خطأً مع الكراهية لليهود.   في أواخر يناير 2019، واجهت صرصور انتقادات لعدم ذكرها اليهود في بيانها بمناسبة يوم ذكرى الهولوكوست، مع بعض المعلقين الذين أشاروا إلى أنها في عام 2017 اتصلت بالرئيس ترامب المعادي للسامية لعدم ذكره اليهود في بيان يوم ذكرى المحرقة النازية.

### خطاب جامعة ولاية نيويورك
عندما تم اختيارها لإلقاء خطاب حفلة التنزه في جامعة مدينة نيويورك CUNY في يونيو 2017، كانت هناك معارضة قوية من بعض المحافظين.   أرسل دوف هيكيند ‏، وهو عضو في الجمعية البرلمانية للحزب الديمقراطي في نيويورك، خطابًا للحاكم أندرو كومو يعترض على الاختيار وقعه 100 من الناجين من الهولوكوست ‏.   استند اعتراض هيكيند إلى اعتراض صرصور سابقًا إلى جانب رسمية عودة، التي أدانتها محكمة إسرائيلية لمشاركتها في تفجير أسفر عن مقتل اثنين من المدنيين في عام 1969. 
قالت صرصور إنها ليس لديها ما تعتذر عنه وتساءلت عن صحة إجراءات الحكم على عودة. عزت رد الفعل الناقد على كلمتها لدورها البارز كمنظم لمسيرة المرأة عام 2017.   دافعت مستشارة الجامعة وعميد الكلية ومجموعة من الأساتذة عن حقها في الكلام، كما فعلت بعض الجماعات اليهودية،   بما في ذلك اليهود من أجل العدالة العرقية والاقتصادية. وقعت مجموعة من اليهود ذوي الميول اليسارية على رسالة مفتوحة تدين فيها الهجمات على صرصور ووعدت بالعمل معها من أجل العدالة. دافع جوناثان غرينبلات من رابطة مكافحة التشهير عن التعديل الأول وحق صرصور في الكلام رغم معارضته لوجهات نظرها بشأن إسرائيل. تجمع حاشد لدعم صرصور أمام قاعة مدينة نيويورك ‏. ربط الباحث الدستوري فريد سميث جونيور الخلاف بالنزاعات الأوسع حول حرية التعبير في الولايات المتحدة.  ألقت صرصور الخطاب في 2 يونيو 2017.

### النزاع مع آيان حرسي علي
في عام 2011، في إشارة إلى الناشطة الصومالية المولودة آيان هيرسي علي، وهي ناقدة معروفة للديانة الإسلامية، وبريجيت غابرييل، الناشطة المحافظة وزعيمة جماعة الضغط آكت فور أمريكا ‏، نشرت صرصور تويت: «إنها تطلب جلد مؤخرتها. أتمنى أن أتمكن من نزع مهبلهم - فهم لا يستحقون أن يكونوا نساء».  ناقشت كلتا المرأتين في الإذاعة أو التلفزيون وقالت إن الخلاف يدور حول الترويج لعلي وجابرييل لفكرة أن الإسلام هو كراهية للنساء. رداً على ذلك، كان وصف علي لصرصور بأنها «نسوية مزيفة»  و «مدافعة صريحة عن الشريعة الإسلامية». في عام 2017، أخبرت صرصور الواشنطن بوست أن التغريدات (التي تم حذفها بالفعل) كانت «غبية» وأنها لم تتذكر كتابتها.  في وقت لاحق من ذلك العام، أنتشر تبادل للحوار بين صرصور وناشط طلابي في كلية دارتموث سئل فيها عن تغريدة واسعة الانتشار على وسائل التواصل الاجتماعي.  قالت صرصور أن السؤال قد طرحه رجل أبيض في حدث يحتفل بشهر التراث الأمريكي في منطقة آسيا والمحيط الهادئ ‏؛ حقيقة أنها رفضت السؤال لأنه طرح من قبل رجل أبيض أثار انتقادات. 

### جهود جمع التبرعات
بعد تدنيس مقبرة يهودية في سانت لويس وتخريبها في حادثة واضحة لمعادة السامية في فبراير عام 2017،  عملت صرصور مع نشطاء مسلمين آخرين لإطلاق حملة تمويل جماعي لجمع أموال لإصلاح وترميم العمل.  بين المستفيدين الآخرين من الأموال من هذا الجهد المقبرة اليهودية كولورادو المدرجة في السجل الوطني للأماكن التاريخية. أثار المشروع بعض الجدل بعد أن اتهم عضو البرلمان دوف هيكيند صرصور بحجب الأموال  بسبب دعم صرصور للمقاطعة وسحب الاستثمارات والعقوبات ضد إسرائيل. علقت صرصورعلى الجدل الناتج بأنه عمل صهاينة أقصى اليمين.  
انتقد خصومها المحافظون طلب صرصور التبرع لجهود إغاثة متضرري إعصار هارفي. وفقًا لألكساندر نازاريان من مجلة نيوزويك، كان هذا مؤشراً على تزايد مشاعر الجناح اليميني تجاه صرصور. عملت إم باور تشينج (MPower Change)، وهي مجموعة شاركت صرصور في تأسيسها، على جمع الأموال لضحايا إطلاق النار في كنيس بيتسبرج عام 2018،  والتي أشار إليها بعض المؤيدين التقدميين لصرصور مع حملة جمع التبرعات بمقبرة سانت لويس في الدفاع عنها ضد اتهامات معاداة السامية. 

### اعتداءات متكررة
تعرضت للشتم والتهديد بقطع رأسها في مطلع سبتمبر 2014.
وروت صرصور الواقعة لوسائل الإعلام، قائلة: «خرجت من المكتب بعد الظهر متجهة، ولسخرية القدر، إلى محاضرة حول علاقة الشرطة بالأقليات. لدى خروجي من المكتب، لاحظت رجلاً أبيض، غريب الأطوار، متكئاً على الحائط القريب. فطلبت من زميلة أميركية الاتصال بالشرطة ومرافقتي الطريق. لكنّ الرجل سرعان ما قفز تجاهها، ونعتها بالـ (العربية العاهرة)».
وأضافت أن الرجل واصل ملاحقتها مع زميلتها، ورمى خلفهما صندوق قمامة، مهدداً بقطع رأسها. «سأقطع رأسك وسنرى ما ستقوله جماعتك وكيف سيشعرون»، تقول صرصور إنه صرخ تجاهها.
وفي وقت لاحق تمكنت الشرطة من التعرف على المتهم، واعتقاله. كما اتخذت إجراءات ضده بتهمة «التحريض على الكراهية والاعتداء». وتبين أنّه صاحب سوابق، حيث احتجز سابقاً بتهمة حيازة سلاح ناري.

## الحياة الشخصية
اعتبارًا من 2011 سكنت صرصور في خليج ريدج، بروكلين ‏.  في عمر 17 عامًا، تزوجت وأنجبت ثلاثة أطفال بحلول منتصف العشرينات من عمرها.    عائلة صرصور وزوجها من مدينة البيرة الفلسطينية في الضفة الغربية، وحوالي 9 ميل (14 كـم) شمال القدس.
صرصور مسلمة. وفيما يتعلق بموضوع المرأة في الإسلام، قالت لصحيفة الواشنطن بوست: «هناك مسلمون وأنظمة تضطهد النساء، لكنني أعتقد أن ديني هو دين تمكين». اختارت أن ترتدي الحجاب.  تقول صرصور أن القوانين والمبادئ الدينية الإسلامية المعروفة باسم الشريعة لا تفرض على غير المسلمين وأنه يجب على المسلمين أيضًا اتباع القوانين المدنية.
تم الترحيب بصرصور من قبل البعض باعتبارها رمزا للتمكين و «تحطيم الصور النمطية للمرأة المسلمة». في مقابلة مزدوجة مع الناشطة الإيرانية مسيح علي نجاد حول الحجاب، أوضحت صرصور وجهات نظرها بأن الحجاب عمل روحي وليس رمزا للقمع، وشددت على رهاب الإسلام الذي تعاني منه مجموعة حجابي ومان في الغرب. اتهم «نجاد» صرصور بازدواجية المعايير، قائلة إن المسلمين الغربيين عمومًا، و «صرصور» بشكل خاص، غالباً ما يفشلون في إدانة الحجاب الإجباري في الشرق الأوسط. كما قالت نجاد إنه إذا كانت صرصور مهتمة بحقوق المرأة، فإنها لا تستطيع استخدام الحجاب «الذي يعد الرمز الأكثر ظهوراً للقمع في الشرق الأوسط» كرمز للمقاومة.

## روابط خارجية
- ليندا صرصور على موقع IMDb (الإنجليزية)
- ليندا صرصور على موقع قاعدة بيانات الفيلم (الإنجليزية)
- lsarsour على تويتر.
- Statement on the Trump Administration travel ban via the American Civil Liberties Union
- Official White House profile
- The Linda Sarsour Show
- Sarsour مرات الظهور على سي-سبان
- Sarsour's June 2017 commencement speech, CUNY School of Public Health (video)